# Raión de Gobustán
Gobustán (en azerí: Qobustan) es uno de los cincuenta y nueve rayones en los que subdivide políticamente la República de Azerbaiyán. La capital es la ciudad de Gobustán.

## Historia
El territorio actual de Gobustán estaba integrado en el óblast del Caspio como parte del Imperio Ruso; más tarde fue una parte de la gubernia de Shamaji y desde 1859 de la gubernia de Bakú. En la composición de la RSS de Azerbaiyán anteriormente fue una parte del distrito de Shamaji. En 1930 fue creado el raión de Shamaji, que incluía también el área de Maraza. El 8 de octubre de 1943 el raión Maraza fue separado del de Shamaji y hasta el 4 de diciembre de 1959 funciona como raión independiente y después entró en la composición del raión de Shamaji.
En abril de 1990 el raión de Gobustán fue separado del de Shamaji. En 2008 el centro administrativo de raión obtuvo el estatuto de ciudad y fue denominado Gobustán.

## Territorio y población
Comprende una superficie de 1369,4 kilómetros cuadrados, con una población de 37 137 personas y una densidad poblacional de 27 habitantes por kilómetro cuadrado.
| Población | 2010 | 2011 | 2012 | 2013 | 2014 | 2015 | 2016 | 2017 | 2018 |
| Raión     | 40.5 | 41.1 | 41.8 | 42.5 | 43.2 | 44.0 | 44.8 | 45.4 | 46.1 |
| Ciudad    | 8.2  | 8.3  | 8.5  | 8.6  | 8.8  | 9.0  | 9.1  | 9.3  | 9.4  |
| Aldeas    | 32.3 | 32.8 | 33.3 | 33.9 | 34.4 | 35.0 | 35.7 | 36.1 | 36.7 |

## Economía
La actividad predominante es la agricultura, especialmente el sector de los cereales y los viñedos y explotaciones ganaderas.

## Estructura administrativa
Ciudad
- Qobustan

Finca
- Uzumchu

Aldeas
- Badalli
- Bakla
- Ceyrankechmaz
- Cangi
- Camcamli
- Cayirli
- Chay Qurbanchı
- Chelov
- Chuxanlı
- Damlamaca
- Darakand
- Arabqadim
- Arabshahverdi
- Arabshalbash
- Goydara
- Xilmilli
- Ilanlı
- Nabur
- Nardaran
- Narimankand
- Poladlı
- Qaracuzlu
- Qadirli
- Qurbanchı
- Sadafli
- Sundu
- Shıxlar
- Shıxzahırlı
- Takla Mirzababa
- Takla
- Tasi
- Yekaxana